# Henry Temple
Henry John Temple (ur. 20 października 1784 w Broadlands, Hampshire, zm. 18 października 1865 w Brocket, Hertfordshire) – angielski polityk i arystokrata, premier oraz wielokrotny minister.
Od 1807 r. członek Izby Gmin, do roku 1828 członek partii torysów, następnie wigów. Od 1809 r. wielokrotnie minister (m.in. w latach 1830–1841 i 1846–1851 minister spraw zagranicznych, w latach 1853–1855 – spraw wewnętrznych). Premier w latach 1855–1858 oraz 1859–1865.
Przeciwny rozszerzaniu prawa wyborczego na robotników. Rzecznik równowagi w Europie (balance of power), sprzyjał tym europejskim ruchom narodowym i liberalnym, które umacniały pozycję Anglii na kontynencie (poparcie dla rewolucji belgijskiej 1830 r., przy nieangażowaniu się w sprawy polskie). W roku 1854 doprowadził do udziału Anglii w wojnie krymskiej, a następnie zawarcia korzystnego pokoju z Rosją w 1856 r. Realizator zaborczej polityki brytyjskiej w Indiach (1842 – wkroczenie do Beludżystanu, 1849 – przyłączenie do kolonii brytyjskiej, 1852 – aneksja Pegu) i w stosunku do Chin (1841 – zajęcie Hongkongu, 1864 – stłumienie powstania tajpingów).
Jest autorem często cytowanego zdania: „Wielka Brytania nie ma wiecznych sojuszników ani wiecznych wrogów; wieczne są tylko interesy Wielkiej Brytanii i obowiązek ich ochrony”.

## Wczesne lata życia i początki kariery politycznej
Henry John Temple urodził się w 1784 r. w irlandzkiej gałęzi rodu Temple. Jego ojcem był Henry Temple, 2. wicehrabia Palmerston, a matką Mary Mee.
Wykształcenie odebrał w Harrow School, na Uniwersytecie Edynburskim, oraz w St John’s College na Uniwersytecie Cambridge . Po śmierci ojca w 1802 r. został 3. wicehrabią Palmerston. Ponieważ tytuł ten był kreowany w parostwie Irlandii, Henry nie miał prawa do zasiadania w brytyjskiej Izbie Lordów. Nigdy nie został kreowanym parem Zjednoczonego Królestwa i do końca życia zasiadał w Izbie Gmin. Jego pierwsze próby dostania się do niższej izby brytyjskiego parlamentu z okręgu Cambridge University zakończyły się dwa razy porażką. Dopiero w czerwcu 1807 r. wygrał wybory w „zgniłym okręgu” Newport jako kandydat torysów.
Dzięki patronatowi lorda Chichestera i lorda Malmesbury’ego Palmerston otrzymał stanowisko młodszego lorda Admiralicji w rządzie księcia Portland. 3 lutego 1808 r. wygłosił swoje pierwsze przemówienie dotyczące wysłania Royal Navy w celu ostrzelania Kopenhagi, aby uniemożliwić przejęcie duńskiej floty przez Napoleona.

## Sekretarz ds. wojny
Przemówienie Palmerstona wywarło wielkie wrażenie na Spencerze Percevalu, który w 1809 r. został premierem Wielkiej Brytanii, i zaproponował on Palmerstonowi stanowisko kanclerza skarbu. Ten jednak zadowolił się mniej odpowiedzialnym stanowiskiem sekretarza ds. wojny. Na tym stanowisku zajmował się głównie sprawami finansowania armii. Pozostał na nim przez 20 lat, nie wchodząc w skład gabinetu. W 1811 r. zmienił okręg wyborczy na Cambridge University. Reprezentował go do 1831 r., kiedy na rok przeniósł się do okręgu Bletchingley, a później do okręgu Hampshire South. Od 1835 r. do śmierci reprezentował okręg Tiverton.
W latach 20. XIX w., pod koniec urzędowania lorda Liverpoola jako premiera, a zwłaszcza po 1822 r. i samobójstwie lorda Londonderryego, w brytyjskim gabinecie i w partii torysów zarysował się konflikt między dwoma skrzydłami – konserwatywnym i liberalizującym. Na czele tego drugiego stali prominentni członkowie gabinetu – minister spraw zagranicznych George Canning i William Huskisson. Liberalni torysi opowiadali się za wolnym handlem i równouprawnieniem katolików. Palmerston, chociaż nie był członkiem gabinetu, poparł w tym sporze stronników Canninga.
Po rezygnacji Liverpoola ze stanowiska premiera w 1827 r. kierowanie gabinetem przejął Canning. Ponieważ konserwatywne skrzydło torysów przestało popierać gabinet, Canning sprzymierzył się z wigami. W nowym gabinecie ponownie zaproponowano Palmerstonowi stanowisko kanclerza skarbu. Tym razem wicehrabia przyjął to stanowisko, ale opór króla Jerzego IV zadecydował o tym, że Palmerston pozostał na stanowisku sekretarza ds. wojny. Tym razem został jednak włączony w skład ścisłego gabinetu. Canning zmarł po czterech miesiącach urzędowania. Gabinet nowego premiera, lorda Godericha, przetrwał niecały rok.
W 1828 r. nowym premierem został Arthur Wellesley, 1. książę Wellington. Początkowo pozostawił w gabinecie stronników Canninga (Palmerstona, Huskissona, Glenelga, Lamba i Dudleya). Wkrótce jednak spór między Wellingtonem a Huskissonem na temat parlamentarnej reprezentacji miast Manchesteru i Birmingham doprowadził do wycofania się „Canningites” z rządu. Wiosną 1828 r. lord Palmerston, po 20 latach pracy w rządzie, znalazł się w parlamentarnej opozycji.

## Minister spraw zagranicznych
Jako deputowany opozycji Palmerston wykazywał szczególne zainteresowanie sprawami polityki zagranicznej Wielkiej Brytanii. Swoją pierwszą mowę na temat polityki zagranicznej wygłosił 1 czerwca 1829 r. Cały czas namawiał Wellingtona do aktywnego poparcia dążeń niepodległościowych Greków.
Palmerston był świetnym mówcą i potrafił zyskać sobie poparcie słuchaczy. We wrześniu 1830 r. Wellington podjął próby przekonania Palmerstona do powrotu do gabinetu, ale spotkał się z odmową, gdyż nie zgodził się na spełnienie warunku Palmerstona, którym było włączenie do gabinetu dwóch czołowych polityków wigowskich – lorda Greya i lorda Lansdowne’a.
Niedługo później upadł gabinet Wellingtona i nowym premierem został lord Grey. Tekę ministra spraw zagranicznych powierzył od Palmerstonowi. Palmerston był ministrem w latach 1830–1834, 1835–1841 i 1846–1851. Jego styl uprawiania polityki sprawił, że uzyskał przydomek „lorda Pumeksa” (Lord Pumice Stone), a jego nawyk kłócenia się z zagranicznymi rządami, które sprzeciwiały się jego polityce, sprawił, że jego politykę zagraniczną nazywano „dyplomacją kanonierek” (gunboat diplomacy).

### Belgia, rok 1830

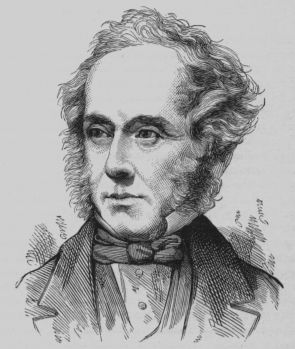
Lord Palmerston

Rewolucje, jakie przetoczyły się przez Europę w 1830 r., poważnie zachwiały systemem równowagi europejskiej wypracowanym po klęsce Napoleona. Rewolucja lipcowa we Francji obaliła dynastię Burbonów. Zjednoczone Królestwo Niderlandów utraciło prawie połowę swojego terytorium, na którym powstała niepodległa Belgia. Portugalia stała się areną wojny domowej, na krawędzi której stanęła również Hiszpania, gdy następczynią tronu ogłoszono malutką córkę Ferdynanda VII. W Królestwie Polskim rozpoczęło się powstanie, które rychło przekształciło się w wojnę z Rosją. Ruchy rewolucyjne pojawiały się również na terenie Niemiec i Włoch. W takiej sytuacji znalazł się nowy minister spraw zagranicznych Wielkiej Brytanii, państwa, które uważało się za głównego gwaranta równowagi europejskiej. Działania, które podjął lord Palmerston, głównie w sprawie belgijskiej, przyniosły mu spory dyplomatyczny sukces.
Po ogłoszeniu niepodległości przez Belgię król Niderlandów Wilhelm I Orański doprowadził do zwołania w Londynie konferencji mocarstw, na której rozstrzygnąć miała się sprawa zbuntowanego kraju. Palmerston działał tam na rzecz utrzymania niezależności Belgii, aby groźbą inwazji wojsk państw Świętego Przymierza nie zmusić Belgów do przyłączenia się do Francji. Polityka Palmerstona przyniosła ostatecznie sukces w sprawie niepodległości Belgii, której królem został spokrewniony z wieloma europejskimi monarchami Leopold I Koburg.

### Francja i Hiszpania, lata 30. XIX wieku
Na początku lat 30. XIX w. trony państw Półwyspu Iberyjskiego objęły młode władczynie – Maria II w Portugalii i Izabela II w Hiszpanii. Ich intronizacja dawała nadzieje miejscowym liberałom na daleko idące reformy. Wkrótce jednak oba kraje pogrążyły się w wojnach domowych. Przeciwko królowym i ich liberalnym otoczeniom zbuntowali się konserwatyści, którzy wysunęli własnych kandydatów do tronu (Michała, księcia de Braganza, w Portugalii i Karola, hrabiego Molina, w Hiszpanii). Lord Palmerston doprowadził do podpisania 22 kwietnia 1834 r. w Londynie porozumienia państw Świętego Przymierza w sprawie pacyfikacji Półwyspu Iberyjskiego.
Problemem była postawa Francji, której król, Ludwik Filip I, był oskarżany o sympatie dla hiszpańskich konserwatystów. Kiedy Francuzi odmówili zaangażowania się w sprawy hiszpańskie, rozpoczął się osobisty konflikt Palmerstona z królem Ludwikiem Filipem, który ciągnął się przez cały okres pozostawania Palmerstona na czele Foreign Office.

### Bałkany i Bliski Wschód, lata 30. XIX wieku
Lord Palmerston interesował się również polityką wschodnioeuropejską. Podczas greckiej wojny o niepodległość otwarcie popierał grecką sprawę. Jednak od 1830 r. głównym celem polityki wschodniej Palmerstona było wspieranie Imperium Osmańskiego. Było to związane z rosyjską ekspansją na Bałkany, w której Wielka Brytania widziała groźbę naruszenia równowagi europejskiej. Innym powodem protureckiej polityki wicehrabiego była obawa przed wpływami francuskimi w Egipcie. W 1833 r. Palmerston doprowadził do rosyjsko-tureckiego porozumienia, znanego jako traktat Hünkâra İskelesiego. Pod koniec lat 30. doprowadził do wysłania okrętu wojennego Vixen, kiedy Rosjanie rozpoczęli blokadę portu Circassia.
W 1833 i 1835 r. minister zgłaszał propozycje udzielenia wsparcia Turkom w walce z Muhammadem Alim, ale propozycje te były odrzucane przez gabinet. Jednak kiedy po śmierci sułtana Mahmuda II w 1839 r. potęga Muhammada Alego wzrosła i zaczęła zagrażać dynastii Osmanów, Palmerstonowi udało się doprowadzić do porozumienia wielkich mocarstw w sprawie nienaruszalności niepodległości i terytorialnej integralności Turcji. W 1840 r. Muhammad Ali wkroczył do Syrii po pokonaniu wojsk tureckich pod Nisibis 24 czerwca 1839 r. Brytyjski ambasador w Stambule, lord Ponsonby, zaczął namawiać brytyjski rząd do interwencji w imieniu Turcji. Palmerston rozpoczął montowanie antyegipskiej koalicji. Spotkało się to z oporem Francji, która utrzymywała przyjazne stosunki z Muhammadem Alim.
Palmerston, zirytowany francuską polityką względem Egiptu, doprowadził do podpisania 15 lipca 1840 r. Konwencji Londyńskiej. Jej sygnatariuszami została Wielka Brytania, Austria, Prusy i Rosja, pominięto natomiast Francję. Ten krok spotkał się z krytyką wielu ministrów brytyjskiego gabinetu. Lord Palmerston napisał więc do premiera Melbourne’a, że poda się do dymisji, jeśli jego polityka nie przyniesie oczekiwanych skutków. Konwencja Londyńska pozostawiała Muhammadowi Alemu dziedziczną władzę nad Egiptem, ale za cenę rezygnacji z Syrii i Libanu. Pasza odrzucił jednak Konwencję. Europejskie potęgi odpowiedziały na ten krok bombardowaniem Bejrutu. Wysadzony przez Europejczyków desant opanował Akkę. Muhammad Ali poniósł całkowitą klęskę i wycofał się do Egiptu. Polityka Palmerstona święciła tryumfy, a jej autor zyskał status jednego z najbardziej wpływowych polityków swojego czasu.
W tym samym czasie Wielka Brytania rozpoczęła nowe przedsięwzięcia kolonialne. Rywalizacja brytyjsko-rosyjska na Środkowym Wschodzie doprowadziła w 1839 r. do brytyjskiej inwazji na Afganistan. Brytyjczykom udało się zdobyć Kabul, jednak Afganowie wciąż stawiali opór, mimo kolejnych brytyjskich ekspedycji. W 1842 r. okrążona przez Afganów załoga Kabulu została zmuszona do opuszczenia miasta i podczas odwrotu wybita praktycznie do ostatniego żołnierza. Ekspedycja odwetowa zakończyła się spustoszeniem kraju, ale I wojna brytyjsko-afgańska nie przyniosła Zjednoczonemu Królestwu żadnych korzyści. W tym samym czasie w Chinach trwała I wojna opiumowa, w wyniku której Brytyjczycy uzyskali miasto Zhoushan, które następnie wymienili na wyspę Hongkong.
Działania Palmerstona na stanowisku ministra spraw zagranicznych zyskały mu sympatię Brytyjczyków, ale styl jego działania nie przypadł do gustu tak królowej Wiktorii, jak i kolegom Palmerstona z gabinetu.

### W opozycji do Roberta Peela, lata 1841–1846
Gabinet Melbourne’a podał się do dymisji po przegranych przez wigów wyborach w 1841 r. Palmerston na 5 lat odszedł z rządu. Nowym ministrem spraw zagranicznych w gabinecie Roberta Peela został George Hamilton-Gordon, 4. hrabia Aberdeen, który rychło nawiązał przyjazne stosunki z Francją. Palmerston jednak wciąż uważał, że porozumienie Wielkiej Brytanii i Francji jest niemożliwe i prędzej czy później dojdzie między tymi krajami do wojny. Tymczasem relacje brytyjsko-francuskie stawały się coraz przyjaźniejsze, co denerwowało Palmerstona. Poza tym stał się on krytykiem porozumienia Webester-Ashburton, które regulowało granicę między amerykańskim stanem Maine a brytyjskim Nowym Brunszwikiem.
Reputacja lorda Palmerstona jako interwencjonisty i jego niepopularność wśród wigów spowodowała, że kiedy w grudniu 1845 r. John Russell podjął próbę utworzenia rządu, zakończyła się ona niepowodzeniem, gdyż Henry Grey odmówił pracy w gabinecie, w którym za sprawy zagraniczne odpowiadałby lord Palmerston. W lipcu 1846 r. wigowie powrócili jednak do władzy, a Palmerston objął, mimo wszystko, ponownie resort spraw zagranicznych, z tym, że został poddany ścisłej kontroli lorda Russella, który był premierem.

### Francja i Hiszpania, rok 1845
Rząd francuski potraktował powrót do władzy Palmerstona jako zapowiedź zmiany brytyjskiej polityki wobec Francji i wycofanie się z przyjaznych stosunków na linii Paryż-Londyn, jakie panowały za poprzedniego brytyjskiego gabinetu. Palmerston potwierdził te obawy, wysuwając własnego kandydata do ręki młodej hiszpańskiej królowej Izabeli, która miała poślubić francuskiego księcia. Palmerston sprzeciwiał się temu małżeństwu, mającemu łamać postanowienia traktatu w Utrechcie, zawartego w 1713 r. po wojnie o sukcesję hiszpańską. Plan Palmerstona upadł, ale również Francuzom nie udało się wydać Izabeli za swojego kandydata.

## Civis Romanus sum, lata 1848–1850
Ruch rewolucyjny lat 1848–1849, zwany Wiosną Ludów, wstrząsnął wieloma europejskimi monarchiami. Rozruchów uniknęły Rosja, Hiszpania i Belgia. Lord Palmerston był sympatykiem, lub też był podejrzewany o sympatyzowanie z ruchami rewolucyjnymi, zwłaszcza środkowoeuropejskimi ruchami niepodległościowymi.

### Włoski ruch niepodległościowy
Osobiste sympatie i antypatie lorda Palmerstona miały znaczny wpływ na jego politykę. Wielką sympatią darzył Włochów i podczas Wiosny Ludów popierał ich działania, m.in. powstanie przeciwko Ferdynandowi II w Królestwie Obojga Sycylii. Podobno wysłał nawet powstańcom broń z arsenałów Woolwich. Na północy półwyspu popierał króla Sardynii Karola Alberta w jego działaniach przeciwko Austrii. O ile silną pozycję Austrii na północ od Alp Palmerston uważał za integralny element równowagi kontynentalnej, o tyle nie podobała mu się obecność Austrii w północnych Włoszech. Palmerston nie udzielił wprawdzie Karolowi Albertowi oficjalnego wsparcia w jego wojnie z naddunajską monarchią, ale po klęsce dopomógł mu uzyskać znośne warunki pokoju.

### Reakcja na wydarzenia 1848
Działania Palmerstona, podejmowane często bez wiedzy i zgody gabinetu, zostały źle przyjęte przez królową, księcia małżonka i ministrów. Zarówno królowa, jak i premier Russell chcieli pozbyć się Palmerstona z gabinetu. Królowa miała jednak ograniczone możliwości działania, a Russell musiał brać pod uwagę popularność Palmerstona w społeczeństwie. Pozostało mieć tylko nadzieję, że Palmerstona obali ktoś inny.
Kimś innym miała być opozycyjna Partia Konserwatywna. Konserwatyści, z Benjaminem Disraelim na czele, dążyli do wszczęcia w Izbie Gmin procedury impeachmentu wobec lorda Palmerstona. Do głosowania nie udało się jednak doprowadzić i wicehrabia pozostał póki co na stanowisku ministra spraw zagranicznych.

### Afera Don Pacifico: Parlament i królowa, rok 1850
W 1850 r. Palmerston poparł sprawę Don Pacifico, portugalskiego Żyda, konsula tego kraju w Atenach, któremu dom zdemolowano przy biernej postawie greckiej policji. Minister doprowadził do wysłania Royal Navy na Morze Egejskie i blokady portu w Pireusie. Takie działanie spowodowało sprzeciw francuskiego ambasadora w Londynie, który opuścił Zjednoczone Królestwo. Decyzja Palmerstona została jednak ciepło przyjęta w parlamencie.
Po długotrwałej debacie 17 czerwca polityka lorda Palmerstona została przekazana do oceny Izby Lordów. Podczas tej debaty, 29 czerwca, Palmerston wygłosił jedną ze swych najważniejszych mów. Przez 5 godzin minister bronił swojej polityki. W sprawie Don Pacifico twierdził, że brytyjski obywatel (Don Pacifico urodził się w brytyjskiej kolonii) zawsze i wszędzie powinien być chroniony przez Rząd Jej Królewskiej Mości przed niesprawiedliwością i wrogością. Porównując Imperium brytyjskie do Imperium rzymskiego, którego obywatel mógł podróżować po całym świecie, wypowiedział wówczas słowa Civis Romanus sum, które nadały nazwę całemu przemówieniu. W ten sposób idea „Pax Britannica” zastąpiła starożytną zasadę „Pax Romana”, uzasadniając prawo Wielkiej Brytanii do hegemonii na całej kuli ziemskiej.
Mimo sukcesu w parlamencie pozycja Palmerstona słabła. Królowa kilkakrotnie (w 1849 i 1850 r.) wysyłała remonstracje, domagając się odwołania Palmerstona. Jego dymisja nastąpiła w 1851 r., kiedy bez wiedzy rządu udzielił poparcia zamachowi stanu dokonanemu we Francji przez księcia Ludwika Napoleona Bonapartego. W grudniu 1851 r. Palmerston przestał być ministrem spraw zagranicznych. Gabinet lorda Russella nie przetrwał wiele dłużej. Po kilku tygodniach został zastąpiony przez konserwatywny gabinet lorda Derbyego.

## Minister spraw wewnętrznych
Po krótkich rządach mniejszościowego gabinetu Derbyego premierem został George Hamilton-Gordon, 4. hrabia Aberdeen. Zapleczem jego rządu byli wigowie i część torysów związana z Robertem Peelem (tzw. Peelites). Ministrem spraw zagranicznych został lord Russell. Palmerston otrzymał natomiast w grudniu 1852 r. tekę ministra spraw wewnętrznych. Wciąż jednak dążył do uzyskania jakiegoś wpływu na politykę zagraniczną. Kiedy w 1853 r. Rosja rozpoczęła przygotowania do wojny z Turcją, Palmerston gorliwie nawoływał, aby Royal Navy, razem z flotą francuską, wpłynęła na Dardanele w celu wywarcia presji na Rosję. Jego pomysł nie został jednak zrealizowany.
W maju 1853 r. pojawiła się groźba rosyjskiego ataku na lenników Turcji – Wołoszczyznę i Mołdawię. Palmerston ponownie nawoływał do zdecydowanej akcji. Lord Aberdeen wahał się, ale ostatecznie wysłał brytyjską flotę do Turcji. Nie wywołało to jednak zamierzonego wrażenia na carze Mikołaju I i wkrótce armia rosyjska wkroczyła do wyżej wymienionych księstw. 28 marca 1854 r. lord Aberdeen, w porozumieniu z Francją, wypowiedział wojnę Rosji i wysłał wojska na Krym.
Tymczasem Palmerston popadł w konflikt z lordem Russellem na tle przyznania prawa głosu robotnikom, czego domagał się minister spraw zagranicznych. W grudniu 1853 r. gabinet zdecydował się poddać projekt ustawy pod głosowanie na następnej sesji parlamentu. Wywołało to sprzeciw Palmerstona, który podał się do dymisji. Lord Aberdeen przekonał jednak Palmerstona, że decyzja gabinetu nie jest wiążąca i wicehrabia powrócił na stanowisko.
Wojna krymska pochłaniała tymczasem coraz więcej ofiar po stronie brytyjskiej. Spowodowało to spadek poparcia gabinetu Aberdeena. W styczniu 1855 r. gabinet podał się do dymisji. Królowa Wiktoria powierzyła misję sformowania rządu lordowi Derby’emu. Zaproponował on Palmerstonowi tekę ministra wojny. Wicehrabia wstępnie przystał na tę ofertę, ale pod warunkiem, że lord Clarendon zostanie ministrem spraw zagranicznych. Clarendon odmówił, więc Palmerston również nie wszedł do gabinetu. Derby zrezygnował wówczas z próby utworzenia rządu. Królowa powołała wówczas na premiera lorda Lansdowne’a, ale ten był zbyt stary, więc próbowała przekonać lorda Russella, aby powrócił na stanowisko szefa rządu. Russell nie cieszył się jednak poparciem członków swojej partii. Królowa musiała więc pokonać swoje osobiste urazy i 4 lutego 1855 r. powierzyła lordowi Palmerstonowi misję tworzenia rządu.

## Premier Wielkiej Brytanii
W marcu 1855 r. zmarł car Mikołaj I. Nowym carem został jego syn, Aleksander II, który dążył do zawarcia pokoju. Palmerston uznał jednak warunki pokoju za zbyt łagodne dla Rosji i przekonał cesarza Napoleona III do zerwania rozmów. Jego celem stało się zdobycie krymskiej twierdzy Sewastopol, aby zapewnić koalicji mocniejszą pozycję w negocjacjach. Twierdza padła we wrześniu 1855 r. 27 lutego 1856 r. podpisano zawieszenie broni, a 30 marca pokój w Paryżu. Palmerstonowi udało się uzyskać gwarancję demilitaryzacji Morza Czarnego, ale nie udało mu się doprowadzić do przekazania Krymu Turcji. W kwietniu 1856 r. Palmeston otrzymał od królowej Order Podwiązki.

### SprawaArrowai II wojna opiumowa
W październiku 1856 r. Chińczycy zatrzymali piracki statek Arrow. Dwa lata wcześniej został on zarejestrowany jako statek brytyjski, jednak dowodził nim chiński pirat, a załoga składała się z Chińczyków. Zatrzymanie nastąpiło na chińskich wodach terytorialnych. Załoga została aresztowana, wypuszczono natomiast tytularnego kapitana, który był Brytyjczykiem. Incydent ten wywołał reakcję brytyjskiego konsula w Kantonie, Henry’ego Parkera, który domagał się przeprosin za zatrzymanie statku. Chiński komisarz, Ye Mingchen, odmówił. Później wyszło na jaw, że kilka tygodni wcześniej Arrow został wykreślony z rejestru brytyjskich statków i nie miał prawa pływać pod brytyjską banderą. Parker, chcąc zachować twarz, konsekwentnie domagał się przeprosin, twierdząc, że w chwili incydentu Chińczycy nie wiedzieli o wykreśleniu Arrowa z brytyjskich rejestrów. Konsul wydał nawet Royal Navy rozkaz zbombardowania pałacu chińskiego komisarza.
Kiedy wieści o incydencie dotarły do Wielkiej Brytanii, większość członków rządu potępiła działania Parkera. Konsula poparł jednak lord Palmerston. W Izbie Gmin rozpoczęła się debata na temat brytyjskiej polityki w stosunku do Chin. W wygłoszonym 3 marca 1857 r. przemówieniu na forum Izby Gmin Palmerston nazwał sprzeciw wobec kolonialnej polityki Zjednoczonego Królestwa działaniami antyangielskimi. Następnie zwrócił się do królowej z prośbą o rozwiązanie Izby Gmin, co wkrótce nastąpiło. Spór brytyjsko-chiński przekształcił się tymczasem w II wojnę opiumową.
Lord Palmerston był bardzo popularny w kraju, a jego partia wygrała wybory z największą od 1835 r. większością głosów.

### Rezygnacja i powrót na stanowisko
Po wyborach Palmerston doprowadził do przyjęcia Matrimonial Couses Act, który wyłączał rozwody spod jurysdykcji sądów kościelnych i przekazywał je sądom świeckim. Opozycja próbowała udaremnić głosowanie, ale Palmerston postawił na swoim i ustawa została uchwalona.
W czerwcu nadeszły wieści o wybuchu w Indiach powstania Sipajów. Palmerston wysłał do Indii sir Colina Campbella, który miał za zadanie stłumić powstanie, co mu się udało. Jednocześnie Palmerston odebrał zarząd nad Indiami z rąk Kompanii Wschodnioindyjskiej i przekazał go w ręce brytyjskiej Korony. Stało się to już w 1858 r. na podstawie Government of India Act.
Kilka miesięcy wcześniej włoski republikanin Felice Orsini dokonał nieudanego zamachu na cesarza Napoleona III. Ustalono, że bombę, którą dokonano zamachu, zrobiono w Wielkiej Brytanii. Palmerston przygotował więc Conspiracy to Murder Bill, która wprowadzała kryminalizację przygotowywania na terytorium Zjednoczonego Królestwa zamachu, który miał zostać przeprowadzony za granicą. W pierwszym czytaniu Izba Gmin przyjęła projekt ustawy, ale w następnym głosowaniu wygrali przeciwnicy Conspiracy to Murder Bill, którzy uzyskali o 19 głosów więcej niż zwolennicy projektu. 19 lutego Palmerston podał się do dymisji.
Nowym premierem został lord Derby, ale nie był w stanie uzyskać stabilnej większości. W marcu 1859 r. lordowi Russellowi udało się doprowadzić do przedterminowych wyborów. W 1859 r. Benjamin Disraeli zaproponował Palmerstonowi przewodnictwo w Partii Konserwatywnej. Palmerston odmówił. 6 czerwca 1859 r. uczestniczył w spotkaniu w Willis’s Rooms na St James Street, gdzie powołano do życia Partię Liberalną. Królowa chciała, aby premierem został lord Granville. Palmerston poparł tę kandydaturę, ale sprzeciwił się jej Russell. Ostatecznie 12 czerwca 1859 r. królowa ponownie powołała Palmerstona na stanowisko premiera.

### Wojna secesyjna
Mimo że lord Palmerston był przeciwnikiem niewolnictwa i handlu niewolnikami, podczas wojny secesyjnej wspierał niewolnicze Skonfederowane Stany Ameryki. Uważał, że dla Wielkiej Brytanii korzystny będzie rozpad Stanów Zjednoczonych, gdyż to umocni brytyjską pozycję na kontynencie amerykańskim. Ponadto uważał, że rolnicze Południe będzie znakomitym rynkiem zbytu dla brytyjskich towarów.
Po wybuchu wojny Wielka Brytania wydała 13 maja 1861 r. proklamację o neutralności. Palmerston uznał, że oficjalne uznane Konfederacji za niepodległe państwo byłoby zdecydowanie przedwczesnym działaniem, niemniej przyjął nieoficjalnych reprezentantów Południa. Na słowa amerykańskiego sekretarza stanu Williama Sewarda, że każdy, kto uzna Południe za niepodległe państwo, zostanie uznany za wroga Stanów Zjednoczonych, Palmerston odpowiedział wzmocnieniem sił zbrojnych w Kanadzie. Wiadomość o zwycięstwie konfederatów nad Bull Run w lipcu 1861 r. Palmerston przyjął z satysfakcją, niemniej nie chciał, mimo nacisków i perswazji, oficjalnie uznać Skonfederowanych Stanów, dopóki ich niezależności nie zagwarantuje przebieg działań wojennych. W 1862 r., po porażce Południa pod Antietam, Palmerston odrzucił propozycję cesarza Napoleona III, aby uznać Konfederację. Do końca wojny w 1865 r. Palmerston nie uznał niepodległości Południa.
Wielka Brytania znalazła się jednak w tym czasie na krawędzi wojny ze Stanami Zjednoczonymi. W listopadzie 1861 r. Amerykanie zatrzymali brytyjski statek pocztowy Trent i aresztowali płynących na nim do Londynu i Paryża konfederackich dyplomatów. W Londynie uznano ten incydent za naruszenie neutralności Wielkiej Brytanii. Palmerston rozkazał ministrowi wojny, George’owi Lewisowi, wysłanie 3000 żołnierzy do Kanady. Sam domagał się od Ameryków uwolnienia dyplomatów. Ostatecznie sprawa ucichła na początku 1862 r., kiedy Stany Zjednoczone wyraziły swoje ubolewanie i obiecały uwolnienie konfederackich dyplomatów.
Przyczyną kolejnego konfliktu na linii Londyn-Waszyngton była sprawa konfederackiego okrętu CSS Alabama, zbudowanego w brytyjskiej stoczni Birkenhead, który podczas wojny zatopił 66 statków. USA domagały się od Wielkiej Brytanii pokrycia strat, które wynikły z działalności Alabamy i innych konfederackich okrętów wodowanych w portach brytyjskich (tzw. roszczenia Alabamy). Lord Palmerston konsekwentnie odmawiał wypłaty jakichkolwiek odszkodowań. Sprawa ciągnęła się jeszcze wiele lat po jego śmierci i została rozstrzygnięta przez międzynarodowy arbitraż w 1872 r.

### Ostatnie lata
Wybory powszechne w lipcu 1865 r. zakończyły się zwycięstwem liberałów, którzy powiększyli swoją reprezentację w parlamencie. Po wyborach premier musiał stawić czoła feniańskim rozruchom w Irlandii. Uważając, że działalność irlandzkich nacjonalistów jest inspirowana przez USA, Palmerston dał wicekrólowi Irlandii, lordowi Wodehouse’owi, dodatkowe uprawnienia, obejmujące m.in. kontrolowanie Amerykanów, którzy przybyli do Irlandii. Równocześnie wzmacniał siły zbrojne w Irlandii i Kanadzie.
W polityce zagranicznej lord Palmerston pod koniec życia zaczął myśleć nad zacieśnieniem sojuszu z Francją. Obronne przymierze brytyjsko-francuskie miało być wymierzone w Stany Zjednoczone. Równocześnie Palmerston szukał zbliżenia z Prusami, gdyż obawiał się wzrostu potęgi Rosji. W liście do Russella pisał, że Rosja stanie się potęgą światową tak wielką jak Imperium rzymskie. Niemcy powinny być silne, aby zapobiec rosyjskiej agresji.
Na początku października lord Palmerston zapadł na zdrowiu. Cały czas zajmował się sprawami dyplomatycznymi. Jego ostatnie słowa brzmiały: To o artykule 98. Teraz przejdźmy do następnego. Premier Zjednoczonego Królestwa Wielkiej Brytanii i Irlandii zmarł w środę 18 października 1865 r. o godzinie 10.45, dwa dni przed swoimi 81 urodzinami. Chociaż Palmerston chciał być pochowany w opactwie Romney, gabinet zadecydował o państwowym pogrzebie na Opactwie Westminsterskim. Pogrzeb odbył się 27 października.
Lord Palmerston był oceniany jako nacjonalista i konserwatysta w sprawach społecznych. Miał opinię kobieciarza i uwodziciela. The Times nazwało go „Lordem Kupidynem” (Lord Cupid). 16 października 1839 r. poślubił swoją wieloletnią kochankę, Emily Cowper, hrabinę Cowper, z domu Lamb (zm. 11 września 1869), siostrę premiera lorda Melbourne, córkę Penistona Lamba, 1. wicehrabiego Melbourne, i Elizabeth Milbanke, córki sir Ralpha Milbanke’a, 5. baroneta. Ślub odbył się po śmierci męża Emily, lorda Cowpera. Małżonkowie nie mieli razem dzieci, jednak powszechnie uważano Palmerstona za biologicznego ojca co najmniej jednego z dzieci Emily Cowper, urodzonych w czasie trwania jej pierwszego małżeństwa.
Palmerston jest autorem słynnego podsumowania sprawy Szlezwiku i Holsztyna. Powiedział mianowicie, że tylko trzy osoby rozumiały, o co chodzi w tej sprawie: jedna z nich (książę Albert) już nie żyje, druga (niemiecki profesor) oszalała, a trzecią osobą jest on sam, ale już zapomniał, o co chodziło.

## Rząd lorda Palmerstona

### Pierwszy gabinet, luty 1855 – luty 1858
- premier, pierwszy lord skarbu, przewodniczący Izby Gmin: Henry Temple, 3. wicehrabia Palmerston
- lord kanclerz: Robert Rolfe, 1. baron Cranworth
- lord przewodniczący Rady, przewodniczący Izby Lordów: Granville Leveson-Gower, 2. hrabia Granville
- lord tajnej pieczęci: George Campbell, 8. książę Argyll
- minister spraw wewnętrznych: George Grey
- minister spraw zagranicznych: George Villiers, 4. hrabia Clarendon
- minister ds. kolonii: Sidney Herbert
- minister wojny: Fox Maule-Ramsay, 2. baron Panmure
- pierwszy lord Admiralicji: James Graham
- kanclerz skarbu: William Ewart Gladstone
- przewodniczący Rady Kontroli: Charles Wood
- przewodniczący Zarządu Handlu: Edward Stanley, 2. baron Stanley of Alderley
- kanclerz Księstwa Lancaster: Dudley Ryder, 2. hrabia Harrowby
- pierwszy komisarz ds. prac publicznych: William Molesworth
- poczmistrz generalny: Charles Canning, 2. wicehrabia Canning
- minister bez teki: Henry Petty-Fitzmaurice, 3. markiz Lansdowne

Zmiany
- luty 1855 r. – George Cornewall Lewis zastępuje Gladstone’a na stanowisku kanclerza skarbu, lord John Russell zastępuje Herberta na stanowisku ministra ds. kolonii, Charles Wood zastępuje Grahama na stanowisku pierwszego lorda Admiralicji i jest zastąpiony w Radzie Kontroli przez Roberta Vernona Smitha
- lipiec 1855 r. – William Molesworth zastępuje Russella na stanowisku ministra ds. kolonii, następcy Moleswortha na stanowisku pierwszego komisarza ds. prac publicznych nie wchodzą w skład gabinetu
- listopad 1855 r. – Henry Labouchere zastępuje Moleswortha na stanowisku ministra ds. kolonii
- grudzień 1855 r. – książę Argyll zastępuje lorda Canninga na stanowisku poczmistrza generalnego, lord Harrowby zastępuje Argylla na stanowisku lorda tajnej pieczęci, następcy Harrowbyego na stanowisku Kanclerza Księstwa Lancaster nie wchodzą w skład gabinetu
- 1857 r. – Matthew Baines wchodzi w skład gabinetu jako Kanclerz Księstwa Lancaster
- luty 1858 r. – lord Clanricarde zastępuje lorda Harrowby’ego na stanowisku lorda tajnej pieczęci

### Drugi gabinet, czerwiec 1859 – październik 1865
- premier, pierwszy lord skarbu, przewodniczący Izby Gmin: Henry Temple, 3. wicehrabia Palmerston
- lord kanclerz: John Campbell, 1. baron Campbell
- lord przewodniczący Rady, przewodniczący Izby Lordów: Granville Leveson-Gower, 2. hrabia Granville
- lord tajnej pieczęci: George Campbell, 8. książę Argyll
- minister spraw wewnętrznych: George Cornewall Lewis
- minister spraw zagranicznych: lord John Russell
- minister ds. kolonii: Henry Pelham-Clinton, 5. książę Newcastle
- minister wojny: Sidney Herbert
- minister ds. Indii: Charles Wood
- pierwszy lord Admiralicji: Edward Seymour, 12. książę Somerset
- kanclerz skarbu: William Ewart Gladstone
- główny sekretarz Irlandii: Edward Cardwell
- przewodniczący Zarządu Handlu i przewodniczący Rady Praw Ubogich: Thomas Milner Gibson
- kanclerz Księstwa Lancaster: George Grey
- poczmistrz generalny: James Bruce, 8. hrabia Elgin

Zmiany
- lipiec 1859 r. – Charles Pelham Villiers zastępuje Milnera Gibsona na stanowisku przewodniczącego Rady Praw Biednych, Milner Gibson pozostaje na stanowisku przewodniczącego Zarządu Handlu
- maj 1860 r. – lord Stanley of Alderley zastępuje lorda Elgina na stanowisku poczmistrza generalnego
- czerwiec 1861 r. – lord Westbury zastępuje lorda Campbella na stanowisku lorda kanclerza
- lipiec 1861 r. – George Cornewall Lewis zastępuje Herberta na stanowisku ministra wojny, George Grey zastępuje Lewisa na stanowisku ministra spraw wewnętrznych, Edward Cardwell zastępuje Greya na stanowisku Kanclerza Księstwa Lancaster, następcy Cardwella na stanowisku Głównego Sekretarza Irlandii nie wchodzą w skład gabinetu
- kwiecień 1863 r. – lord de Grey zostaje ministrem wojny po śmierci Lewisa
- kwiecień 1864 r. – Edward Cardwell zastępuje księcia Newcastle na stanowisku ministra ds. kolonii, lord Clarendon zastępuje Cardwella na stanowisku Kanclerza Księstwa Lancaster
- lipiec 1865 r. – lord Cranworth zastępuje lorda Westburyego na stanowisku lorda kanclerza